# Bäckerei Adl
Die Bäckerei Adl ist eine deutsche Bäckerei. Sie liegt am Stadtplatz 39 im Ort Kemnath in der Oberpfalz. Einige Medien bezeichneten sie als die nachweislich älteste in Familienbesitz befindliche Bäckerei Deutschlands.

## Geschichte
Die Bäckerei wurde 1573 eröffnet und gehört damit zu den ältesten Bäckereien Deutschlands. Das Stammhaus befindet sich bereits seit 1392 im Besitz der Familie Krauß.
1844 wurde Bäckermeister Krauß aus Kemnath in der Bayreuther Zeitung erwähnt.
1880 bzw. 1886 führte Bäckermeister Josef Krauß die Bäckerei.
Der Name Adl ist auf einen Namensträger der Familie Krauß mit dem Vornamen Adam zurückzuführen.
Der apostolische Nuntius in der Bundesrepublik Aloysius Muench war der Sohn der Bäckerstochter Krauß. Später wurde er Ehrenbürger von Kemnath.

## Aktuelles
2023 geriet das Unternehmen in die Schlagzeilen, da erstmals eine mögliche Schließung zur Sprache kam.